# Mädina Düissenowa
Mädina Duissenowa (beim Weltschachbund FIDE Madina Duisenova; * 16. Februar 1983 im Gebiet Türkistan) ist eine kasachische Schachspielerin.
Im November 2002 gewann sie das L-Tazhieva-Frauenturnier in Schymkent.
Im Jahr 2005 erhielt sie den Titel Internationaler Meister der Frauen (WIM). Seit August 2014 ist sie Großmeister der Frauen (WGM). Die Normen für ihren WGM-Titel erzielte sie im Mai 2005 bei einem 17-rundigen Turnier in Serpuchow und im August desselben Jahres bei einem 17-rundigen Turnier in Dubna.
Ihre Elo-Zahl beträgt 2315 (Stand: Juni 2024); sie läge damit auf dem fünften Platz der kasachischen Elo-Rangliste der Frauen. Sie wird jedoch als inaktiv gewertet, da sie seit einem lokalen Mannschaftsturnier in Ankara im März 2013 keine Elo-gewertete Schachpartie mehr gespielt hat. Ihre höchste Elo-Zahl war 2327 im Januar 2006.